# Bartonova reakce
Bartonova reakce je fotochemická reakce spočívající ve fotolýze alkylového esteru kyseliny dusité za vzniku δ-nitrosovaného alkoholu.
Reakci objevil Derek Barton v roce 1960; v roce 1969 získal Nobelovu cenu za chemii za porozumění konformacím organických molekul; příslušná práce byla důležitá pro rozvoj Bartonovy reakce.
Podstatou Bartonovy reakce je homolýza vazby RO–NO, po níž následuje odštěpení δ-vodíku, rekombinace radikálů, a tautomerizace za tvorby oximu. Selektivitu vůči δ-vodíku zajišťuje konformace cyklického šestičlenného radikálového meziproduktu. V mnoha případech lze snadno předvídat místo, kde dojde k odštěpení vodíku, což umožňuje regio- a stereoselektivní zavádění funkčních skupin do složitých molekul, a za dosažení vysokých výtěžků. Díky možnosti zpracovat i jinak nereaktivní substráty použil Barton tento postup na přípravu několika umělých analogů steroidů.
Přestože nepatří Bartonova reakce k nejvyužívanějším organickým reakcím, tak je společně s mechanisticky podobnou Hofmannovou-Löfflerovou-Freytagovou reakcí jednou z prvních reakcí založených na aktivaci vazeb C-H.

## Příprava alkylnitritů
Alkylnitrity pro Bartonovy reakce se připravují reakcemi alkoholů s nitrosyliovými kationty připravenými těsně před reakcí dehydratací dvojnásobně protonované kyseliny dusité. Kroky této přípravy jsou mechanisticky totožné s první polovinou mechanismu tvorby diazoniových solí.
Alkylnitrity lze připravit z nitrosylchloridu, reakce je ale vratná a produkty vytváří termodynamickou rovnováhu s výchozími látkami. Nitrosylchlorid je také silným oxidačním činidlem a může oxidovat a současně chlorovat použité alkoholy; při jeho použití s aromatickými alkoholy často vznikají nitrososloučeniny a jiné přeoxidované produkty.

## Mechanismus a regioselektivita
Při Bartonových reakcích ke štěpení vazeb O-N obvykle slouží záření z vysokotlakých rtuťových lamp. Jeho působením se vytváří alkyoxylové radikály, které okamžitě odštěpují atomy vodíku z δ-uhlíků. Za nepřítomnosti jiných zdrojů radikálů nebo dalších reaktivních skupin se alkylový radikál rekombinuje s nitrosylovým. Takto vytvořená nitrososloučenina se poté tautomerizuje na oxim.
Uhlíkatý radikál může být zachycen dalšími zdroji radikálů, jako jsou jod a akrylonitril. V prvním případě je δ-vodík nahrazován jodem a následně probíhá cyklizace za vzniku tetrahydrofuranu SN2 reakcí. V druhém případě dojde k prodloužení řetězce a oximová skupina je od kyslíku vzdálená o dva uhlíky více než obvykle.
Tento mechanismus podporují výsledky experimentů založených na kinetickém izotopovém efektu
Izotopovým značkováním nitritů 15N bylo zjištěno, že nitrosylové radikály se s ostatními alkylovými radikály rekombinují náhodně;. rekombinace s alkoxylovými radikály (reakce zpětná k homolýze) ale u značkovaných molekul téměř neprobíhala.
Ojediněle se alkoxylové radikály mohou epimerizovat před odštěpením vodíku.
Atom vodíku se nejčastěji, a to i u steroidních molekul, odštěpuje z methylové skupiny v 1,3.diaxiální poloze vůči alkoxylu.
Pokud na δ-uhlík není navázán vodík, nebo určitá konformace tento vodík přibližuje k ε uhlíku, tak převažuje 1,6-přenos, takové reakce bývají ale výrazně pomalejší.
Výpočetními studiemi bylo zjištěno, že převaha 1,5-přenosu vodíku nad 1,6-přenosem je spíše způsobena entropickou výhodností než stabilnější konformací přechodného stavu; přechodný stav odpovídající 1,6-přenosu má asi o 3 kJ/mol nižší energii než u 1,5-přenosu.
Odštěpení δ-vodíků se objevuje i u acyklických molekul, kde se ale vedle něj objevuje i oddělování alfa-vodíku za vzniku ketonu.
U některých nitritů, zvláště těch odvozených od cyklopentylových alkoholů, reagují kyslíkové radikály převážně skrz štěpení vazeb C-C; například cyklopentylnitrit vytváří glutaraldehydmonoxim. Podobná reaktivita se objevuje i v případech, kdy je radikálový meziprodukt relativně stálý, což nastává například u allylových radikálů vytvořených fragmentatcí isopulegolnitritu.

## Druhy
U pevných molekul, jako je aldosteron, je 1,5-přenos vodíku velmi rychlý, s rychlostní konstantou řádově 107 s-1; obdobný mezimolekulární pře nos může být až 100krát pomalejší.
Přesun vodíku je výhodný také díky tvorbě silnější vazby O-H namísto slabší vazby C-H. Rozdíl energií je u primárního alkylového radikálu vzniklého z alkoxylového 12 kJ/mol, u sekundárního 20 kJ/mol a u terciárního 30 kJ/mol
Alkylový radikál vytvořený přenosem vodíku může, pokud jsou přítomny látky zachytávající nitrosylové radikály, vstupovat do jiných radikálových reakcí. D. Barton apopsal zachycování radikálů I2 a CCl3Br (použitými jako reaktivní zdroje jodu/bromu) vytvářející δ-halogenovaný alkohol. Takovéto alkoholy lze v zásaditém prostředí cyklizovat na příslušné tetrahydropyrany.
Velké přebytky aktivovaných alkenů mohou rozdělit alkylové radikály a vést ke tvorbě vazeb C-C z neaktivovaných vazeb C-H.
Kyslík může zachycovat alkylové radikály a vytvářet tak organické peroxidové radikály, které poté reagují s nitrosylovými a po izomerizaci vznikají δ-nitrátové estery, stálé v kyselých i zásaditých prostředích, jež lze za mírných podmínek zredukovat na odpovídající alkoholy.

## Syntetická využití

### Aldosteronacetát
V článku vydaném krátce po objevu Bartonovy reakce byla popsána příprava aldosteronacetátu.
Reakcí kortikosteronacetátu s nitrosylchloridem v suchém pyridinu vznikal ester kyseliny dusité. Po ozáření v inertní atomosféře a přidání vodného roztoku dusitanu sodného proběhla selektivní tvorba oximu. Oxim byl následně acetylován a hydrolyzován na poloacetal.

### Perhydrohistrionikotoxin
Po krátké syntéze spiro-[5.4]systému získal Elias James Corey pomocí selektivní Bartonovy reakce oxim v 1,3-diaxiální pozici vůči dusitanovému esteru. Oxim byl Beckmannovým přesmykem přeměněn na laktam a následně zredukován na konečný produkt.

### Azadiradion
Corey použil Barton ovu reakci také jako součást přípravy azadiradionu, sloučeniny patřící mezi limonoidy; místo nitrosylchloridu byla použita kyselina nitrosylsírová.

### Deriváty allobetulinu
Při přípravě několika derivátů triterpenoidu allobetulinu byla provedena reakce využívající dva po sobě jdoucí 1,5-přesuny vodíku. Proces byl formálně 1,7-přesunem na velkou vzdálenost.